# Breath of Life
Breath of Life je dvanácté studiové album anglické progresivně rockové skupiny Magnum, vydané v roce 2002 u SPV.

## Seznam skladeb
Všechny skladby napsal Tony Clarkin, pokud není uvedeno jinak.
1. "Cry" – 5:14
2. "This Heart" – 4:03
3. "Everyday" – 6:34
4. "Still" (Tony Clarkin, Sue McCloskey) – 4:02
5. "Dream About You" (Tony Clarkin, Sue McCloskey) – 4:15
6. "Breath Of Life" – 4:48
7. "After The Rain" – 4:03
8. "That Holy Touch" – 5:11
9. "Let Somebody In" – 4:19
10. "The Face Of An Enemy" – 3:47
11. "Just Like January" – 4:29
12. "Night After Night" – 7:55

## Sestava
- Tony Clarkin – kytara
- Bob Catley – zpěv
- Al Barrow – baskytara
- Mark Stanway – klávesy
- Harry James – bicí